# Ever Palacios
Ever Palacios (Apartadó, Antioquia, Colombia; 18 de enero de 1969) es un exfutbolista colombiano. Jugó como defensa central y su equipo hasta su retirada fue el Boyacá Chicó de la Categoría Primera A colombiana. Su hermano Arley Palacios también fue jugador.

## Trayectoria
La carrera del ‘Shaca’ comenzó el 28 de octubre de 1990, cuando vistiendo la camiseta del Independiente Medellín enfrentó a Independiente Santa Fe en el estadio Luis Carlos Galán Sarmeinto de Soacha Ese día disputó todo el encuentro, que terminó igualado a dos tantos.
Entre otros, jugó con Independiente Medellín, Deportivo Cali donde tuvo una destacada actuación , Atlético Nacional, Liga Deportiva Universitaria de Quito, Bellmare Hiratsuka, Kashiwa Reysol y Boyacá Chicó. Fue campeón de la Categoría Primera A con Deportivo Cali en dos ocasiones y con Atlético Nacional y Boyacá chicó una vez. En el año 2008 se convirtió en el segundo futbolista más veterano en competir en el campeonato colombiano, con 40 años.
El 30 de junio de 2010 anuncia que no continuará con el Boyacá Chicó, dejando así de forma definitiva el fútbol activo. Sin embargo, arregló con el club "ajedrezado" por seis meses más y marcó un gol contra el Cortuluá en la primera jornada del Torneo Finalización. El 27 de febrero de 2011 le dice adiós a su carrera deportiva después de 21 años como profesional en el fútbol colombiano.

## Selección nacional
Palacios jugó con la Selección de fútbol de Colombia en la Copa Mundial de Fútbol de 1998, su alineación en la titular fue polémica, pues la prensa presumía que el titular en la posición debía ser Iván Ramiro Córdoba, quien tiene mayor experiencia en el exterior.

### Participaciones enCopas del Mundo
| Mundial                 | Selección | Sede    | Resultado      | PJ | GA | Asis |
| ----------------------- | --------- | ------- | -------------- | -- | -- | ---- |
| Mundial de Francia 1998 | Colombia  | Francia | Fase de grupos | 3  | 0  | 0    |

### Participaciones enEliminatorias al Mundial
| Eliminatoria                          | Selección | Sede del Mundial | Posición      | Resultado   | PJ | GA | Asis |
| ------------------------------------- | --------- | ---------------- | ------------- | ----------- | -- | -- | ---- |
| Eliminatorias Mundial de Francia 1998 | Colombia  | Francia          | 3°lugar 28pts | Clasificado | 1  | 0  | 0    |

## Clubes

### Como jugador
| Club              | País     | Año       |
| ----------------- | -------- | --------- |
| DIM               | Colombia | 1990-1994 |
| Deportivo Pereira | Colombia | 1995      |
| Deportivo Cali    | Colombia | 1995-1997 |
| LDU Quito         | Ecuador  | 1997      |
| Atlético Nacional | Colombia | 1998-1999 |
| Junior            | Colombia | 2000      |
| Shonan Bellmare   | Japón    | 2000-2004 |
| Kashiwa Reysol    | Japón    | 2004      |
| Boyacá Chicó      | Colombia | 2005-2011 |

### Como entrenador
| Club             | País   | Año  |
| ---------------- | ------ | ---- |
| Gavião Kyikatejê | Brasil | 2015 |

## Palmarés

### Campeonatos nacionales
| Título           | Club              | País     | Año     |
| ---------------- | ----------------- | -------- | ------- |
| Primera División | Deportivo Cali    | Colombia | 1995/96 |
| Primera División | Atlético Nacional | Colombia | 1999    |
| Torneo Apertura  | Boyacá Chicó      | Colombia | 2008-I  |